# Friedrich Böer
Friedrich Böer (* 17. Januar 1904 in Hamburg; † 23. Juni 1987 ebenda) war ein deutscher Autor und Illustrator, der durch Sachbücher für Kinder und Jugendliche bekannt wurde.

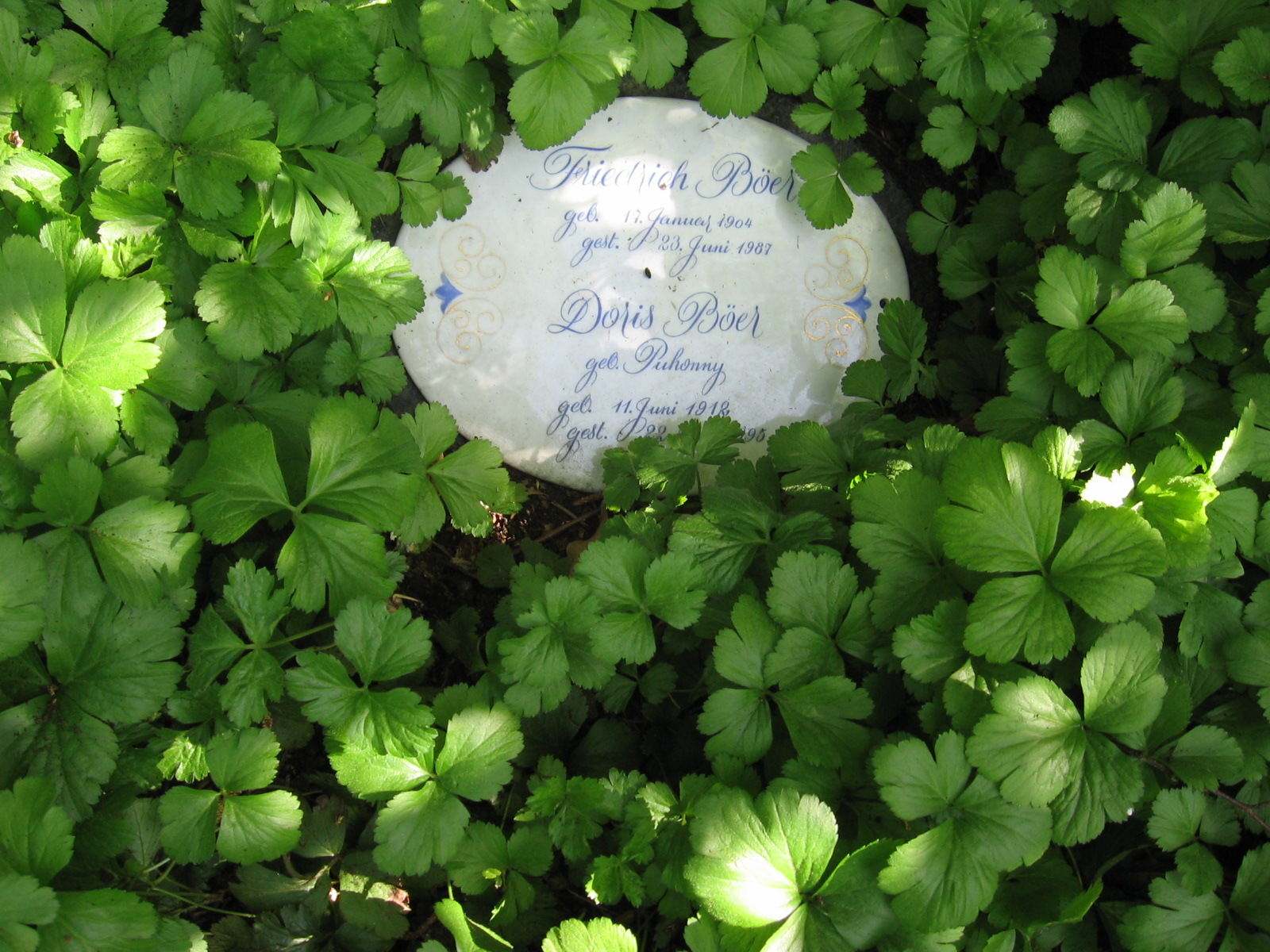
Das Grab von Friedrich Böer und seiner Frau auf dem Friedhof in Baden-Baden

## Leben
Friedrich Böer wurde als viertes von fünf Kindern des Apothekers Carl Böer und seiner Frau Gertrud, geb. Barkow, geboren. 1905 zog die Familie nach Berlin, wo er seine Kinder- und Schuljahre verbrachte. Schon früh zeigte Friedrich politisches Interesse und führte darüber Tagebuch, in dem er Fotos, Zeitungsausschnitte, Zitate und eigene Kommentare collagenartig verarbeitete. Damit bediente er sich bereits der Form, die später auch seine Bücher prägen sollte. 
Nach dem Abitur begann er 1921 eine Buchhändlerlehre in Berlin. 1923 bekam er eine Stelle bei der  Weidmannschen Verlagsbuchhandlung in Berlin. Hier arbeitete er in der Bildredaktion und war auch selbst als Fotograf tätig. Ab 1928 arbeitete Böer am Bibliographischen Institut in Leipzig als Bildredakteur für Meyers Lexikon. In dieser Zeit kam er in Berührung mit den Ideen des Bauhauses. 
Ab 1931 arbeitete Böer als freiberuflicher Bildredakteur in Berlin und entwickelte die Idee seines ersten Kinderbuches Klaus und der Herr der Eisenbahnen, das 1933 mit dem Untertitel mit Fotos, Bildmontagen und Zeichnungen im Verlag Herbert Stuffer erschien, ebenso ein weiteres Buch in Collagetechnik: 3 Jungen erforschen eine Stadt. Bei dem darauf folgenden Krischan der Bauernjunge oder Leben und Arbeit auf dem Lande musste Boer auf Collagen verzichten, weil das nationalsozialistische Regime diese Technik als zu politisch einstufte und verbot. Der Verleger Stuffer beauftragte daraufhin Ernst Graef und Marianne Scheel damit, die fotografischen Bildvorlagen in künstlerische Illustrationen umzusetzen.
1935 heiratete Friedrich Böer Doris Puhonny, die Tochter des Marionettenmachers Ivo Puhonny. Aus der Ehe gingen drei Kinder hervor. Von 1940 bis 1945 leistete Böer Dienst bei der Luftwaffe. Er kehrte unverwundet zurück. 
1957 zog die Familie in Böers Geburtsstadt Hamburg. Das von Böer bereits vor dem Krieg gestaltete Schiffbuch beschreibt detailliert die Welt von Schiffen und Häfen. Es folgten weitere Bücher, zudem gab er viele Jahre lang den Ensslin-Jugendkalender heraus. Auch war Böer Mit-Herausgeber der Kinder-Illustrierten Buchfink.  Für den Norddeutschen Rundfunk schrieb Böer Sachtexte und Hörspiele. Als bereits 70-jähriger widmete Böer seinem Lieblingsthema Die Spielregeln des Alltags zwei Bücher: Die Reise in die Wirklichkeit und Tobys Tagebuch. Sein letztes Buch schließlich befasste sich 1984 wieder mit Schiffen und Seefahrt: Alles über ein Containerschiff. Im gleichen Jahr wurde im Schloss Blutenburg bei München eine Ausstellung über sein Lebenswerk gezeigt. 
Am 23. Juni 1987 starb Friedrich Böer in Hamburg.

## Werk
In seinem ersten Sachbuch Klaus und der Herr der Eisenbahnen (1933) setzte Friedrich Böer erstmals die vom Bauhaus inspirierte Technik der Collage ein und schuf damit einen neuen Typus von Kinderbuch. Mit einer Kombination von Fotos, Zeichnungen und Text verband er die Vorstellungswelt von Kindern mit der realen Welt. Das Buch erzählt die Geschichte des Jungen Klaus, der von der symbolischen Figur Herr der Eisenbahnen in die Funktionsweisen und Abläufe des Zugverkehrs eingeführt wird. Im folgenden Buch führte er diesen gestalterischen Ansatz fort und lässt drei Jungen ihre Heimatstadt (zugrunde liegt Berlin) und ihre vielfältigen Funktionsweisen und Vernetzungen erforschen.
Böers elaborierte, sehr detaillierte Sach-Bücher über Schiffe und Häfen arbeiten ebenfalls mit Collagen, hier aus Fotos, Skizzen und technischen Zeichnungen. Für die Erstellung dieser Bücher recherchierte Böer intensiv, fuhr wochenlang als Passagier auf See mit und dokumentierte akribisch alle Bereiche und Arbeitsabläufe der Schiffe. Friedrich Böers Sachbücher über die Seefahrt wurden vielfach neu aufgelegt, teilweise übersetzt und gehören zu den Klassikern in ihrem Genre.
Böers zweites großes Thema, dass ihn schon seit früher Jugend interessierte, sind die Spielregeln des Alltags. Damit sind alle kulturellen Regeln, Verhaltensweisen, Abmachungen, Umgangsformen und Gepflogenheiten von Menschen untereinander, aber auch Zeichen, Hinweise, Symbole und Verbote gemeint. Schon früh spielte er mit dem Gedanken, ein Buch zu gestalten, das alle diese Spielregeln enthalten sollte.
Einen ersten Versuch in diese Richtung unternahm er 1973 mit dem Buch Die Reise in die Wirklichkeit. Darin begegnet ein Junge einem König, der in einer vergangenen Zeit lebt, und nimmt ihn mit in die moderne Welt. Das Buch ist aus der Sicht des Königs geschrieben. Er sieht fast alles zum ersten Mal, wundert sich über vieles und missversteht manches. Letztendlich zeigt ihm der Junge, wie die moderne Gesellschaft als Ganzes funktioniert. Das Buch ist durchgängig mit vielen Bildern und „Bildesbildern“ illustriert. Die Fotos entstanden in Hamburg.
Inhaltlich ähnlich, aber mit größerem Gewicht auf Text ist der Folgeband Tobys geheimes Tagebuch angelegt. Der Junge Toby (ein Spitzname Böers aus seiner Jugendzeit) beschreibt in seinem Tagebuch alles, was er sieht und erlebt, und welche Gedanken er sich darüber macht. Wieder geht es darum, wie Alltag funktioniert und nach welchen Regeln sich Gesellschaften aufbauen.

## Bibliographie
- Klaus und der Herr der Eisenbahnen, Berlin: Herbert Stuffer 1933
- 3 Jungen erforschen eine Stadt, Berlin: Herbert Stuffer 1933
- Krischan der Bauernjunge oder: Leben und Arbeit auf dem Lande, Berlin: Herbert Stuffer 1934
- Das Schiffbuch, Berlin: Weidmannsche Verlagsbuchhandlung 1937
- Sport macht Spaß, Berlin: Weidmannsche Verlagsbuchhandlung 1939
- Der Hafen, Hamburg: Schiffahrts-Verlag "Hansa" C. Schroedter & Co. 1950
- Alles über ein Schiff, Freiburg: Herder 1955
- Die Reise in die Wirklichkeit oder: Jeder weiß mehr, als er weiß, Freiburg. Basel. Wien: Herder 1973
- Tobys geheimes Tagebuch oder: Die Spielregeln des Alltags, Freiburg. Basel. Wien: Herder 1982
- Alles über ein Containerschiff, Herford: Koehler 1984